# 巫女 (グエルチーノ)
『巫女』（みこ、伊: Sibilla、英: Sibyl）は、イタリアのバロック絵画の巨匠グエルチーノが1619-1620年にキャンバス上に油彩で制作した絵画である。研究者デニス・マーンから遺贈された作品で、現在、ボローニャ国立絵画館に所蔵されている。同じくグエルチーノの手になる『聖イレーネに介抱される聖セバスティアヌス』 (ボローニャ国立絵画館) を委嘱したフェラーラの教皇特使ジャコモ・セッラ 枢機卿、もしくは彼の甥のために制作されたと考えられる。

## 作品
この絵画に表される巫女は一見して明らかなように、『聖イレーネに介抱される聖セバスティアヌス』のイレーネ像を転用している。イレーネが右手に持つ海綿を巻物に変え、書物を足して巫女としたほかは、布地の襞の一本一本にいたるまで同一である。かねてより『聖イレーネに介抱される聖セバスティアヌス』の習作であると見なされてきたが、X線画像では描き直しの跡が見られない。したがって、習作であったとすると、ある程度まで描いた時点で『聖イレーネに介抱される聖セバスティアヌス』を手掛け、その後、本作を完成させたと見ることもできる。

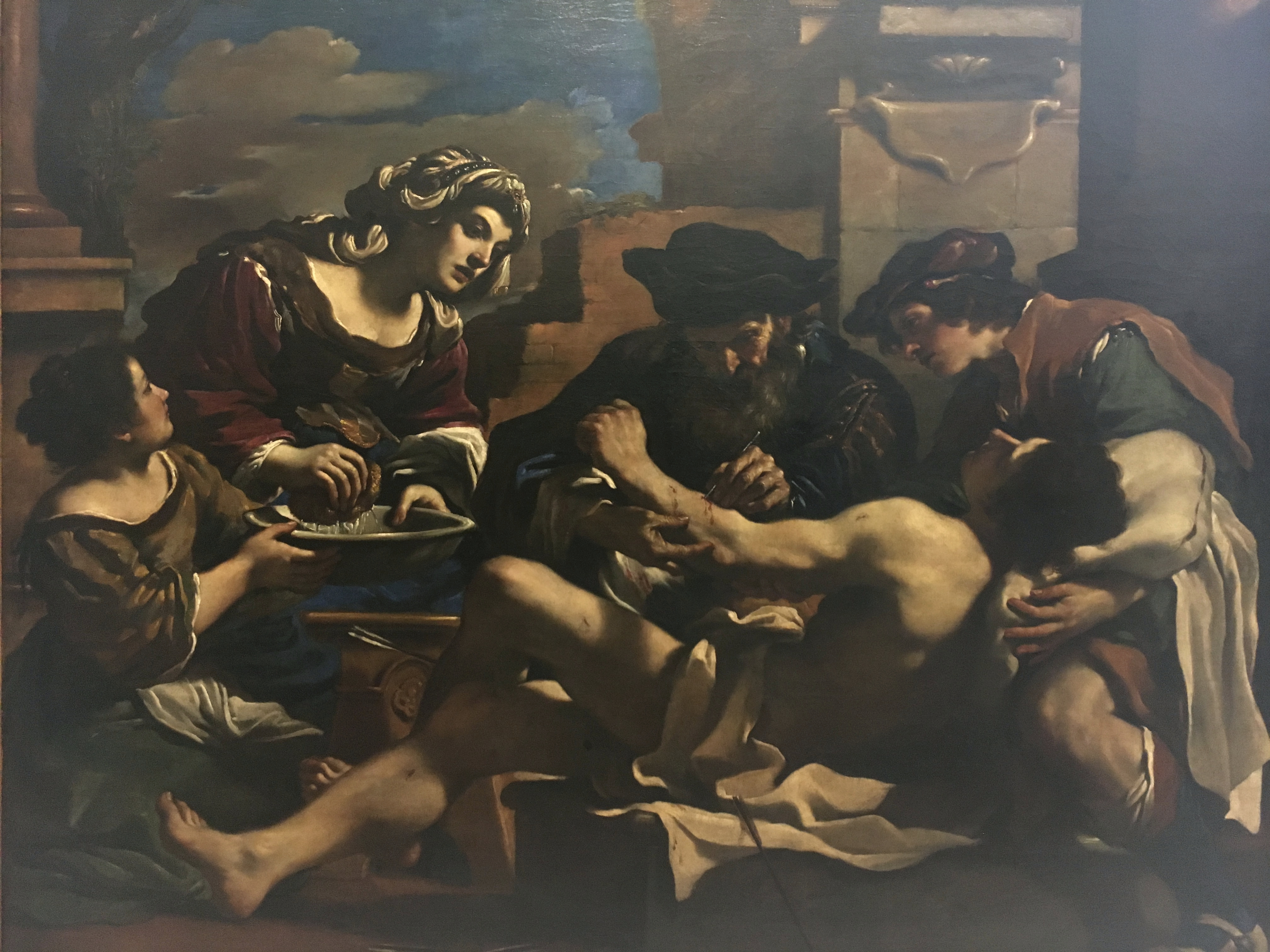
グエルチーノ『聖イレーネに介抱される聖セバスティアヌス』 (1619年)、ボローニャ国立絵画館

また、本作は『聖イレーネに介抱される聖セバスティアヌス』の複製である可能性も指摘されている。グエルチーノは時折自作の複製を描いた。また、本作の巫女像のように部分のみを取り出して、別の主題を持つ作品に描き加えた例もある。『マルシュアスの皮を剝ぐアポロン』 (パラティーナ美術館、フィレンツェ) 中の2人の羊飼いが『我アルカディアにもあり』 (バルベリーニ宮国立古典絵画館、ローマ) に繰り返されているのがそれにあたる。
本作は、闊達な筆遣いや豊かな色彩、深く柔らかな陰影により、独立した絵画として十分魅力的な作品となっている。『聖イレーネに介抱される聖セバスティアヌス』中のイレーネは主役ではなく、さらに大画面のため彼女は鑑賞者からかなり遠くに配されていた。しかし、本作に登場するのは巫女だけであり、画面いっぱいに描かれていることで彼女がすぐ向こうにいるように感じられる。そのために装身具もイレーネ以上に丹念に描かれている。